# Pęplinko
Pęplinko – nieoficjalny przysiółek wsi Pęplino w Polsce położona w województwie pomorskim, w powiecie słupskim, w gminie Ustka.
W latach 1975–1998 miejscowość administracyjnie należała do województwa słupskiego.